# Wood Mountain
Wood Mountain es un pueblo canadiense situado en la provincia de Saskatchewan.

## Superficie
Wood Mountain tiene una superficie de 0,61 km².

## Demografía
En 2021, tenía 20 habitantes, una densidad poblacional de 32,8 hab./km², y 14 viviendas.